# Georgia Public Broadcasting

Logo der GPB

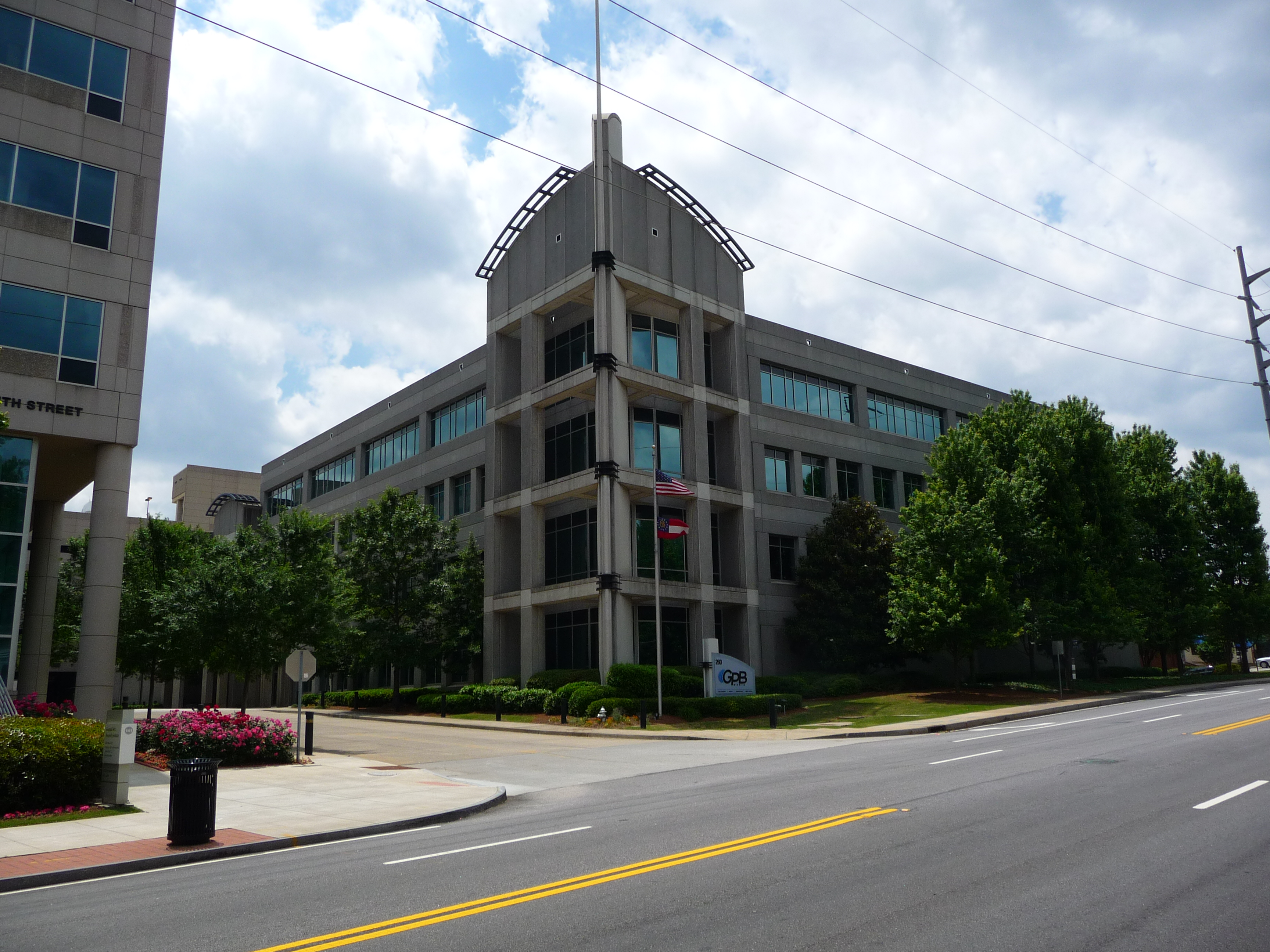
Georgia Public Broadcasting Gebäude in Atlanta

Georgia Public Broadcasting (GPB) ist das 1960 gegründete Public Broadcasting Network des US-Bundesstaates Georgia. GPB ist Mitglied im National Public Radio Verbund und betreibt neben 17 Radiostationen auch neun Fernsehsender. Die Studios befinden sich in der 14th Street in Midtown Atlanta.
GPB finanziert sich im Wesentlichen durch die freiwilligen Mitgliedsbeiträge seiner Hörer und Zuschauer. Als Slogan verwendet GPB seine vier Arbeitsfelder: Television, Radio, Education und Digital. Betrieben wird die Anstalt von der Georgia Public Telecommunications Commission, auf die die meisten PBS und NPR Mitgliedsstationen in Georgia lizenziert sind.
PBS betreibt in Georgia direkt WPBA. Mit seinen 17 Radiostationen und neun TV-Sendern deckt GPB den gesamten Staat Georgia und Teile der benachbarten Staaten Alabama, Florida, South Carolina und Tennessee ab.

## Radiostationen

Logo wird bis 31. Dezember 2024 verwendet

| Standort              | Frequenz (UKW / MHz) | Rufzeichen | Bemerkungen |
| --------------------- | -------------------- | ---------- | --- |
| Albany                | 91.7                 | WUNV       | |
| Athens                | 91.7                 | WUGA       | |
| Augusta               | 90.7 FM              | WACG-FM    | |
| Atlanta               | 88.5                 | WRAS       | separate feed from other GPB stations; GPB portion of station schedule from 5 a.m. to 7 p.m. Monday-Friday, 8 a.m. to 6 p.m. Saturday and Sunday |
| Brunswick             | 88.9 FM              | WWIO       | relays WSVH |
| Carrollton            | 90.7 FM              | WUWG       | Überträgt auch lokale Inhalte der University of West Georgia                                                                                     |
| Chatsworth            | 98.9                 | WNGH-FM    | Simulcastet WGPB |
| Cochran/Macon         | 89.7 FM              | WMUM-FM    | Überträgt auch lokale Inhalte der Mercer University                                                                                              |
| Dahlonega             | 89.5 FM              | WNGU       | |
| Demorest              | 88.3 FM              | WPPR       | Relayed von Übersetzer W300AY (107,9 MHz) in Hartwell                                                                                            |
| Folkston              | 91.3 FM              | WATY       | |
| Fort Gaines           | 90.9 FM              | WJWV       | |
| Rome                  | 97.7 FM              | WGPB       | speist WNGH-FM Chatsworth (Georgia) |
| Savannah              | 91.1 FM              | WSVH       | speist WWIO und WWIO-FM |
| St. Marys             | 1190 AM              | WWIO (AM)  | Relays WSVH Savannah |
| Tifton                | 91.1 FM              | WABR       | |
| Valdosta              | 91,7                 | WWET       | Relayed auf dem Übersetzer W279BD (103,7 MHz) in Thomasville                                                                                     |
| Warm Springs/Columbus | 88,7                 | WJSP-FM    | |
| Waycross              | 90.1 FM              | WXVS       | |